# 225

## Esdeveniments
- Hua To realitza la primera operació quirúrgica coneguda amb anestèsia.[1]

## Naixements
- 20 de gener: Gordià III, emperador romà (m. 244).

## Necrològiques
- Xiahou Shang, general xinès de Cao Wei